# Gennet Corcuera
Gennet Corcuera (Etiópia, 1980) é uma professora de educação especial espanhola, de origem etíope. Conhecida por ser a primeira universitária surdocega de nascimento, que se licenciou em uma universidade europeia.

## Biografía

### Infância e adoção
Gennet nasceu em Etiópia, onde viveu com sua família por dois anos, até que seus pais decidiram deixá-la em um orfanato de freiras em Addis Abbeba, onde ela era a única surdocega; nesse orfanato ela sofreu muito e enfrentou diversas doenças.
Sua vida mudou quando Carmen Corcuera, então sogra do embaixador da Espanha no país (Etiópia) naquele momento. E o giro foi radical. Após adotá-la, transladou-se a Madri com ela, onde pôde estudar em um colégio da ONZE e mais tarde se licenciar em Educação Especial.
Gennet chegou a Espanha com pouco mais de sete anos, depois começou a estudar no colégio da ONZE Antonio Vicente Mosquete, onde aprendeu a se expressar, a ler em braile e a utilizar a linguagem datilológica e oral através de uma logopedia.
Até finalizar a ESO, (equivalente ao primeiro grau do sistema se ensino espanhol) compartilhou salas com estudantes surdocegos. Mas o bachillerato (equivalente ao segundo grau) o realizou no instituto Leandro Fernández Moratín, em Pastrana (Guadalajara), onde, pela primeira vez, compartilhou salas com estudantes e professores alheios ao sistema de educação especial para descapacitados.
“Ao princípio tinha muitíssimo medo”, admite, mas uma vez que finalizou o primeiro curso, sempre com ajuda de um mediador em classe, se sentiu “bem mais contente”, sobretudo porque muitos de seus colegas aprenderam a se comunicar com ela.
O segundo curso de bachillerato “foi bem mais difícil” e chegou a pensar em “abandonar tudo”. “Tive que dividir os cursos em dois, recebia classes de apoio dos professores pela tarde. Estava cansadíssima, mas a ONZE pediu-me faz favor que continuasse”.
Passou as provas de Selectividad (equivalente ao Vestibular) com uma nota mais que boa, 7,28, passando “as mesmas perguntas e os mesmos exames” que seus colegas. Se bem que dispunha de mais tempo, porque ela “tinha que contestar com o Braile Lite”, um sistema que permite a escritura e a revisão oral do escrito para pessoas cegas.

Posteriormente, conseguiu licenciar numa universidade espanhola, uma meta que atingiu vencendo medos e com muito esforço, ajudada por mediadores, colegas e professores. 
«Espero que meu caso anime a outros e abra a sociedade à surdocegueira»

### Meu nome é Gennet, o filme
O diretor do filme “Me llamo Gennet, la película” (Meu nome é Gennet, o filme) é Miguel Ángel Tobías, criador do formato Espanhóis no mundo, que confessa que leu a história de Gennet Corcuera num jornal e pensou que deveria contá-la. «Li a história de Gennet num jornal faz cinco anos. É a primeira pessoa com surdocegueira em Europa que consegue um título universitário, 115 anos após a americana Hellen Keller. Supus que alguém faria um filme disto, mas passaram dois anos e ninguém a fez». De modo que, pôs-se em contacto com Gennet através de uma amiga em comum. Quando lhe propôs contar sua história, a protagonista do filme disse sim sem pensar, já que queria realizar uma homenagem a sua mãe, que havia falecido recentemente. Ademais, declarou que: 
«É uma oportunidade de apresentar a sordocegueira à sociedade e demonstrar que os surdocegos somos capazes de fazer qualquer coisa»